# Il barone di Rocca Antica
Il barone di Rocca Antica (dt. Der Baron von Rocca Antica) ist ein „Dramma giocoso“ in zwei Teilen von Antonio Salieri auf einen Text von Giuseppe Petrosellini. Die Uraufführung fand am 12. Mai 1772 im Wiener Burgtheater statt. Eine weitere Aufführung gab es 1775 im Hoftheater Passau.
Zwei berühmte Zeitzeugen der ersten Produktion dieser Oper waren Charles Burney und Johann Adolf Hasse. Burney konnte dem Stück – die hübsche Hauptdarstellerin ausgenommen – nicht viel abgewinnen; „die Musik war“ seiner Meinung nach „langweilig und das Singen mittelmäßig“. Allerdings beobachtete er, dass der Kaiser Joseph II. während des Stückes „ungemein aufmerksam“ war und „verschiedene Male recht herzlich“ applaudierte. Auf Hasse hat Salieri anscheinend einen weitaus größeren Eindruck gemacht; er schreibt in einem Brief von dem Vergnügen, das ihm „un intermezzo a 4 voci“ eines gewissen Salieri bereitet habe, in dem er einen „giovine di spirito e promettente assai“ sieht.
Weitere Vertonungen dieses Stoffes stammen von Pasquale Anfossi (1771) und Carl Ditters von Dittersdorf (1776).